# Miszory
Miszory [miˈʂɔrɨ] est un village polonais de la gmina de Brochów dans le powiat de Sochaczew et dans la voïvodie de Mazovie.
Il se situe à environ 5 kilomètres au nord-est de Brochów, à 14 kilomètres au nord-est de Sochaczew et à 48 kilomètres à l'ouest de Varsovie.

Le village compte approximativement 250 habitants en 2006.